# Chogha Bonut
Chogha Bonut (en persa: Choghā bonut) es un yacimiento arqueológico en el suroeste de Irán, ubicado en la provincia de Juzestán. Se cree que el sitio fue ya habitado en el 7200 a. C., lo que lo convierte en el asentamiento de tierras bajas más antiguo del suroeste de Irán.
Este asentamiento en la llanura de Susiana jugó un papel importante en la temprana civilización de Elam. Posteriormente, esta zona pasó a ser dominada por Susa. El sitio es importante porque conserva un registro de asentamientos del período precerámico en Irán.

## Descubrimiento
El sitio fue descubierto accidentalmente en 1976 cuando el montículo estaba siendo nivelado para el desarrollo de la agroindustria. Helene Kantor, que entonces trabajaba en el cercano yacimiento de Chogha Mish, se apresuró en llegar al sitio y obtuvo permiso para investigarlo.
Kantor permaneció durante dos temporadas (1976/77 y 1977/78), pero no pudo volver en 1979 por la Revolución iraní. Abbas Alizadeh continuó las investigaciones en el lugar en 1996 y sus hallazgos se publicaron en 2003. Es uno de los pocos sitios neolíticos que han podido ser excavados desde la revolución iraní.

## Asentamientos
En el sitio se han documentado cinco fases de ocupación:
1. Cerámica
2. Cerámica formativa
3. Susiana Arcaica 0 (incluye el período de Susiana Temprana, c. 5900 a. C.)
4. Susiana Media Tardía (c. 5200 a. C.)
5. Susiana Tardía 2. (c. 4400-4000 a. C.)[5]